# Auguste Toussaint
Pour les articles homonymes, voir Toussaint (homonymie).
Auguste Toussaint, né le 8 septembre 1911 à Port-Louis et mort le 18 janvier 1987 à Curepipe, est un archiviste et historien mauricien, qui a dirigé les Archives nationales de son pays. Après son baccalauréat-ès-Arts, obtenu à l'Université de Londres, il collabore avec le Cernéen, signant de fréquentes contributions sur l'histoire et l'actualité. On lui doit de nombreux ouvrages sur l'histoire de l'île Maurice, des Mascareignes et de l'océan Indien. Il est également à l'origine de la création de l'Association historique internationale de l'océan Indien. Il est aussi le fondateur, en 1938, de la Société de l'histoire de l'île Maurice.
Il a été ordonné Officer of the British Empire en 1962 et fait Chevalier de L'Ordre national du Mérite en 1972 par la France. Il obtint la Première médaille de Port-Louis lors de l'élévation de la ville au statut de cité (1966).

## Œuvres
- 1992 - L'océan Indien au XVIIIe siècle, éd. Flammarion,  (ISBN 2082111008).
- 1989 - Avant Surcouf : corsaires en Océan Indien au XVIIIe siècle, édité à titre posthume par L’Université d'Aix-en- Provence.  Préface du Professeur Jean-Louis Miège.
- 1980 - Histoire de l'océan Indien, coll. « Que sais-je ? », éd. PUF.
- 1979 - Les Frères Surcouf, éd. Flammarion, Paris.
- 1978 - Histoire des corsaires, coll. « Que sais-je ? », éd. PUF.
- 1977 - Le Mirage des Iles : Le négoce français aux Mascareignes au XVIIIe siècle, Edisud, Aix-en- Provence.
- 1974 - L'Océan Indien au XVIIIe siècle, éd. Flammarion, Paris.
- 1971 - Histoire de l'île Maurice, éd. PUF.
- 1970 - Sigillographie de l'Ile Maurice (1721-1810), Port-Louis, Imprimerie Commerciale.
- 1967 - La Route des îles : Contribution à l'histoire maritime des Mascareignes, éd. S.E.V.P.E.N.
- 1966 - Harvest of the Sea - The Mauritius Sea Story in outlines, The Mauritius Printing Cy. Ltd, Port-Louis.
- 1966 - Une Cité tropicale, Port-Louis de l'Ile Maurice, éd. PUF Vendôme.
- 1965 - L'administration française de l’Ile Maurice et de ses archives, (1721-1811) , Port-Louis, Imprimerie Commerciale.
- 1961 - Histoire de l'Océan Indien, Presses universitaires de France, P.U.F..
- 1954 - Bibliography of Mauritius (1502-1954) avec Harold Adolphe, Esclapon Limited, Port Louis.
- 1951 - Early Printing in the Mascarene Islands (1767-1810). Thèse de Doctorat de l’Université de Londres, Press, G. Durassié.
- 1949 - A short History of Mauritius, avec P.J. Barnwell chez Longmans, Londres.
- 1948 - Dictionnaire de Biographie Mauricienne, Port-Louis, The Standard Printing Ets, publié par la Société de l’Histoire de l’Ile Maurice depuis 1948, (plus de 300 contributions).
- 1946 - Les Missions d'Adrien d'Épinay (1830-1834), Port-Louis, General Printing.
- 1937 - Mémoires des Iles de France et de Bourbon par Mahé de La Bourdonnais, avec Albert Lougnon, Paris Ed. Leroux.
- 1936 - Port-Louis, deux siècles d'histoire (1735-1935), Port-Louis, La Typographie moderne. Réédité par les Éditions Visavi à l'Ile Maurice en 2013.